# Guignemicourt
Guignemicourt település Franciaországban, Somme megyében. Lakosainak száma 398 fő (2022. január 1.). Guignemicourt Bovelles, Clairy-Saulchoix, Ferrières, Pissy és Saleux községekkel határos.

## Népesség
A település népességének változása:
| Lakosok száma | 247  | 301  | 336  | 360  | 390  | 395  | 403  | 409  | 398  |
|               | 2013 | 2015 | 2016 | 2017 | 2018 | 2019 | 2020 | 2021 | 2022 |